# Malachiinae
A Malachiinae a bogarak (Coleoptera) rendjébe, azon belül a mindenevő bogarak (Polyphaga) alrendjébe valamint a sziklaibogár-félék (Melyridae) családjába tartozó alcsalád.

## Rendszerezés
Az alcsaládba az alábbi 3 nemzetség tartozik:
- Carphurini
- Colotini
- Malachiini